# Aspidoglossum virgatum
Aspidoglossum virgatum är en oleanderväxtart som först beskrevs av E. Meyer, och fick sitt nu gällande namn av F.K. Kupicha. Aspidoglossum virgatum ingår i släktet Aspidoglossum och familjen oleanderväxter. Inga underarter finns listade i Catalogue of Life.